# Кларксвілл (Джорджія)
Кларксвілл (англ. Clarkesville) — місто (англ. city) в США, в окрузі Гейбершем штату Джорджія. Населення — 1911 особа (2020).

## Географія
Кларксвілл розташований за координатами 34°36′33″ пн. ш. 83°31′39″ зх. д. / 34.60917° пн. ш. 83.52750° зх. д. (34.609289, -83.527470).  За даними Бюро перепису населення США в 2010 році місто мало площу 6,45 км², з яких 6,37 км² — суходіл та 0,08 км² — водойми.

## Демографія
Згідно з переписом 2010 року, у місті мешкали 1733 особи в 727 домогосподарствах у складі 414 родин. Густота населення становила 269 осіб/км².  Було 849 помешкань (132/км²).
Расовий склад населення:
| - 90,3 % — білих - 4,8 % — чорних або афроамериканців - 1,1 % — азіатів - 0,2 % — корінних американців - 0,1 % — вихідців з тихоокеанських островів - 1,8 % — осіб інших рас |

До двох чи більше рас належало 1,6 %. Частка іспаномовних становила 5,5 % від усіх жителів.
За віковим діапазоном населення розподілялося таким чином: 20,7 % — особи молодші 18 років, 61,5 % — особи у віці 18—64 років, 17,8 % — особи у віці 65 років та старші. Медіана віку мешканця становила 38,9 року. На 100 осіб жіночої статі у місті припадало 88,8 чоловіків;  на 100 жінок у віці від 18 років та старших — 88,9 чоловіків також старших 18 років.
Середній дохід на одне домашнє господарство  становив 50 471 долар США (медіана — 38 558), а середній дохід на одну сім'ю — 64 369 доларів (медіана — 48 194). Медіана доходів становила 40 671 долар для чоловіків та 35 250 доларів для жінок. За межею бідності перебувало 17,8 % осіб, у тому числі 26,8 % дітей у віці до 18 років та 7,7 % осіб у віці 65 років та старших.
Цивільне працевлаштоване населення становило 818 осіб. Основні галузі зайнятості: освіта, охорона здоров'я та соціальна допомога — 36,1 %, роздрібна торгівля — 13,1 %, виробництво — 13,1 %.